# Скансано
Скансано (итал. Scansano) је насеље у Италији у округу Гросето, региону Тоскана.
Према процени из 2011. у насељу је живело 1447 становника. Насеље се налази на надморској висини од 548 м.

## Становништво
Према резултатима пописа становништва 2011. у општини је живело 4.534 становника.
| 1931. | 1936. | 1951. | 1961. | 1971. | 1981. | 1991. | 2001. | 2011. |
| ----- | ----- | ----- | ----- | ----- | ----- | ----- | ----- | ----- |
| 7.617 | 8.011 | 8.276 | 7.267 | 5.609 | 5.061 | 4.681 | 4.386 | 4.534 |